# مايلز سميث
مايلز سميث (بالإنجليزية: Miles Smith)‏ هو منافس ألعاب قوى أمريكي، ولد في 24 سبتمبر 1984.

## وصلات خارجية
- مايلز سميث على موقع الاتحاد الدولي لألعاب القوى (الإنجليزية)
- مايلز سميث على موقع الاتحاد الأمريكي لسباقات المضمار والميدان (الإنجليزية)
- مايلز سميث على موقع الدوري الماسي (الإنجليزية)